# 集英社クリエイティブ
株式会社集英社クリエイティブ（しゅうえいしゃ -）は、東京都千代田区神田神保町に所在する日本の出版社。一ツ橋グループに属する。
2012年10月1日に株式会社創美社から現在の商号へと社名変更を行うと同時に、集英社の関連会社であった株式会社綜合社を吸収合併した。

## 概要
1969年4月26日、株式会社創美社の社名で株式会社集英社の子会社として創業。2002年9月に『週刊少年ジャンプ』（集英社）の第4代編集長であった後藤広喜が本社の常務取締役として出向し、その後代表取締役となった。後藤が代表取締役を退いた後は、2008年9月に取締役として同じく集英社から出向してきた礒田憲治がその職に就いている。
2012年10月1日には株式会社集英社クリエイティブへと社名変更し、同日に集英社の関連会社でイミダスの編集や翻訳本の発行等を行っていた出版社・株式会社綜合社を吸収合併している。
2024年現在は、集英社取締役だった徳永真が代表取締役を務めている。
主要な発行ジャンルはコミック・小説・エッセイなどであり、集英社発行の各漫画作品のファンブックなどの編集・発行も行っている。2012年10月以降は、綜合社を吸収合併したことで翻訳本の発行も行うようになった。
なお発行書籍・雑誌の発売機能は全て集英社へと委託しているが、出版者記号は創美社時代から自社で420番を持っているため、発行書籍に付与されるISBNは集英社の08ではなく420が用いられている。

## 発行物
発売元は全て集英社。

### 雑誌
- オフィスユー（1985年 - 刊行中）
- COMIC Crimson（1998年 - 2003年）

### 漫画レーベル
- オフィスユーコミックス
- クリムゾンコミックス
- 創美社コミックス
- ジャンプスーパーコミックス
- ジャンプスーパーエース
- マーガレットレインボーコミックス

### 書籍
- 創美社一般書
- 創美社コミック文庫
- ベルベット文庫